# 4989 Joegoldstein
4989 Joegoldstein è un asteroide della fascia principale. Scoperto nel 1981, presenta un'orbita caratterizzata da un semiasse maggiore pari a 2,5747939 UA e da un'eccentricità di 0,1825770, inclinata di 12,33012° rispetto all'eclittica.